# 1974
- Wikisource

| Calendário gregoriano                                                        | 1974 MCMLXXIV                       |
| Ab urbe condita                                                              | 2727                                |
| Calendário arménio                                                           | 1423 – 1424                         |
| Calendário bahá'í                                                            | 130 – 131                           |
| Calendário budista                                                           | 2518                                |
| Calendário chinês                                                            | 4670 – 4671 Início a 23 de janeiro  |
| Calendário copta                                                             | 1690 – 1691                         |
| Calendário etíope                                                            | 1966 – 1967                         |
| Calendários hindus - Vikram Samvat - Calendário nacional indiano - Cáli Iuga | 2029 – 2030 1895 – 1896 5074 – 5075 |
| Calendário Holoceno                                                          | 11974                               |
| Calendário islâmico                                                          | 1394 – 1395                         |
| Calendário judaico                                                           | 5734 – 5735 Início a 17 de setembro |
| Calendário persa                                                             | 1352 – 1353 Início a 21 de março    |
| Calendário rúnico                                                            | 2224                                |
| Calendário solar tailandês                                                   | 2517                                |

1974 (MCMLXXIV, na numeração romana) foi um ano comum do século XX que começou numa terça-feira, segundo o calendário gregoriano. A sua letra dominical foi F. A terça-feira de Carnaval ocorreu a 26 de fevereiro e o domingo de Páscoa a 14 de abril. Segundo o horóscopo chinês, foi o ano do Tigre, começando a 23 de janeiro.

| Evento                                                   | Data            | Hora  |
| -------------------------------------------------------- | --------------- | ----- |
| Aquário                                                  | 20 de janeiro   | 10:46 |
| Peixes                                                   | 19 de fevereiro | 00:59 |
| primavera no hemisfério norte e outono no hemisfério sul |                 |       |
| Carneiro/equinócio                                       | 21 de março     | 00:07 |
| Touro                                                    | 20 de abril     | 11:19 |
| Gémeos                                                   | 21 de maio      | 10:37 |
| verão no hemisfério norte e inverno no hemisfério Sul    |                 |       |
| Caranguejo/solstício                                     | 21 de junho     | 18:38 |
| Leão                                                     | 23 de julho     | 05:31 |
| Virgem                                                   | 23 de agosto    | 12:29 |
| Outono no Hemisfério Norte e Primavera no Hemisfério Sul |                 |       |
| Balança/equinócio                                        | 23 de setembro  | 09:59 |
| Escorpião                                                | 23 de outubro   | 19:11 |
| Sagitário                                                | 22 de novembro  | 16:39 |
| inverno no hemisfério norte e verão no hemisfério sul    |                 |       |
| Capricórnio/solstício                                    | 22 de dezembro  | 05:56 |

| UTC: Madeira, Guiné-Bissau e São Tomé e Príncipe Subtrair (-): 1 h nos Açores e Cabo Verde 2 h nas Ilhas oceânicas brasileiras 3 h em Brasília, em Goiás, na Amazônia Oriental Brasileira e no nordeste, sudeste e sul brasileiros 4 h na Amazônia Ocidental Brasileira, Mato Grosso e Mato Grosso do Sul 5 h no Acre e sudoeste do Amazonas Adicionar (+): 1 h Portugal Continental, em Angola e Guiné Equatorial 2 h em Moçambique 8 h em Macau 9 h em Timor-Leste. |
| Adicionar uma hora durante a vigência do horário de verão: Portugal Continental : Não houve horário de verão em 1974 |

| Ano completo                       |
| ---------------------------------- |
| Ano comum com início à terça-feira |

No calendário gregoriano, foi o 1974º ano da Era Comum ou do Anno Domini, o 974º ano do segundo milênio e o quinto da década de 1970.

## Eventos
Ano Mundial da População, pela ONU.
- Camponeses escavavam um poço de água quando descobriram o sítio arqueológico na região de Xian.
- A cobertura cartográfica no arquipélago dos Açores é concluída, compondo-se por 14 cartas.

### Janeiro
- 7 de janeiro - Inicia-se a Guerra dos Chimpanzés de Gombe.
- 25 de janeiro - Bülent Ecevit assume o cargo de primeiro-ministro da Turquia, à frente de uma coligação entre o seu Partido Republicano do Povo e o minoritário Partido de Salvação Nacional.
- 29 de janeiro - Estado de emergência na Bolívia, após vários dias de revolta em Cochabamba.

### Fevereiro
- 1 de fevereiro
  - Incêndio no Edifício Joelma de 25 andares em São Paulo, Brasil, mata 189 pessoas e fere 293.
  - Kuala Lumpur é declarado território federal da Malásia.
- 4 de fevereiro - No Reino Unido os mineiros votam a prorrogação da greve geral que ameaça deixar o país sem reservas energéticas.
- 7 de fevereiro - Independência de Granada.
- 8 de fevereiro - As forças armadas do Alto Volta assumem todo o poder e impõem o recolher obrigatório no país.
- 20 de fevereiro - Os confrontos ocorridos no norte de Moçambique, em Janeiro, justificam o lançamento do primeiro comunicado do Movimento dos Capitães, na defesa da democracia e de uma solução política para a "questão ultramarina".

### Março
- 3 de março - Desastre aéreo do Voo Turkish Airlines 981.
- 4 de março - Inauguração da Ponte Rio-Niterói.
- 12 de março - Carlos Andrés Pérez sucede a Rafael Caldera no cargo de presidente da Venezuela.
- 15 de março - O General Ernesto Geisel substitui o General Emílio Garrastazu Médici no cargo de presidente do Brasil.
- 16 de março - Dá-se o Golpe das Caldas, foi uma tentativa de golpe de Estado frustrada, que viria a acelerar os preparativos para o 25 de Abril.
- 28 de março
  - Nicolae Ceauşescu, que já era secretário-geral do Partido Comunista Romeno desde 1967, torna-se também Presidente da República, através de uma emenda constitucional.
  - A sonda Mariner 10 passa pelo planeta Mercúrio.
- As forças do Khmer Vermelho capturam Odongk, a norte de Phnom Penh, dando início a uma ofensiva para a tomada do poder no Camboja.

### Abril
- 2 de abril - A morte do presidente francês Georges Pompidou leva à convocação de eleições presidenciais para Maio.
- 3 de abril - Ocorre nos Estados Unidos a segunda maior sequência de tornados conhecida. Em um intervalo de 18 horas, 148 tornados tocaram o solo matando pelo menos 315 pessoas. Foi ultrapassada apenas pela onda de tornados de abril de 2011.
- 11 de abril - A primeira-ministra de Israel, Golda Meir, apresenta a sua demissão, na sequência das críticas a propósito da Guerra do Yom Kippur.
- 15 de abril - No Níger, um golpe militar, dirigido pelo Chefe de Estado-Maior das Forças Armadas, o general Seyni Kountché, depõe o regime do presidente Hamani Diori.
- 21 de abril - Alfonso López Michelsen vence as eleições, sucedendo a Misael Pastrana Borrero no cargo de presidente da Colômbia.
- 24 de abril - O Partido Nacional, no poder desde 1948, volta a vencer as eleições gerais na África do Sul, aumentando a sua maioria no parlamento.
- 25 de abril - Revolução dos Cravos em Portugal depõe a ditadura.

### Maio
- 1 de maio - Mário Soares regressa a Lisboa, vindo do exílio em França.
- 15 de maio - António de Spínola torna-se presidente da república em Portugal. O seu antecessor, Américo Tomás, tinha sido deposto a 25 de abril.
- 16 de maio - Adelino da Palma Carlos torna-se primeiro-ministro de Portugal. O seu antecessor, Marcello Caetano, tinha sido deposto a 25 de abril.
- 16 de maio - Helmut Schmidt substitui Willy Brandt como Chanceler da Alemanha.
- 17 de maio - Constituída a entidade da Usina Hidrelétrica de Itaipu, na época o projeto para a maior hidrelétrica do mundo, na fronteira entre o Brasil e o Paraguai. A barragem foi construída pelos dois países.
- 18 de maio - A Índia lança a sua primeira arma nuclear.

### Junho
- 9 de junho - Portugal reata as relações diplomáticas com a União Soviética.
- 13 de junho - Uma junta militar, favorável à Arábia Saudita, assume o poder no Iémen do Norte.
- 17 de junho - Um atentado do IRA, levado a cabo com explosivos, provoca 11 feridos e elevados danos materiais no Palácio de Westminster, sede do parlamento inglês.
- 18 de junho - Nasce o dublador Wendel Bezerra, muito conhecido ao dublar Goku, da franquia de anime Dragon Ball.
- 23 de junho - Eleição de Rudolf Kirchschläger para a presidência da Áustria, sucedendo a Franz Jonas.

### Julho
- 1 de julho
- Walter Scheel sucede a Gustav Heinemann no cargo de Presidente da Alemanha.
- Morre o presidente da Argentina, Juan Domingo Perón. No mesmo dia, a sua mulher Isabel Perón torna-se na primeira mulher a assumir os destinos daquele país.
- 4 de julho - Falecimento do último grande Mufti de Jerusalém, Amin al-Husayni.
- 5 de julho - A nave espacial soviética Soyuz 14, tripulada por dois cosmonautas, faz a acoplagem com a estação espacial Salyut 4, em órbita, regressando à terra no dia 19 do mesmo mês.
- 7 de julho - A Alemanha vence a Holanda por 2 a 1 e é campeã da Copa do Mundo FIFA de 1974.
- 8 de julho - Vitória do Partido Liberal, de Pierre Trudeau, nas eleições gerais do Canadá.
- 14 de julho - É fundado na cidade de Porto Alegre o Movimento eclesial CLJ - Curso de Liderança Juvenil.
- 15 de julho - suicídio de Christine Chubbuck jornalista norte-americana que trabalhava para a WTOG e WXLT-TV
- 18 de julho - Vasco dos Santos Gonçalves substitui Adelino da Palma Carlos como primeiro-ministro de Portugal.
- 23 de julho - O exército grego designa Konstantínos G. Karamanlís para restabelecer o poder civil no país.

### Agosto
- 9 de agosto - Nixon renuncia à presidência dos Estados Unidos após o escândalo de Watergate.
- 10 de agosto - Gerald R. Ford assume a presidência dos Estados Unidos após a renúncia de Richard Nixon.
- 15 de agosto - Atentado na Coreia do Sul contra o presidente Park Chung-hee, no qual morre sua mulher.
- 20 de agosto - O presidente Ford nomeia Nelson Rockefeller para a vice-presidência.
- 21 de agosto - Espanha anuncia que o referendo para a autodeterminação do Sara Ocidental realizar-se-á no primeiro semestre de 1975.
- 29 de agosto - Termina em Caracas, na Venezuela, sem se chegar a acordo, a conferência internacional sobre o Direito do Mar.

### Setembro
- 7 de setembro - São assinados os Acordos de Lusaka, entre o governo português e a FRELIMO, que assinalam o termo da Luta Armada de Libertação Nacional e conduzem à independência de Moçambique.
- 10 de setembro - Portugal reconhece a independência da Guiné-Bissau.
- 11 de setembro - O general Pinochet levanta o estado de guerra que imperava no Chile desde há um ano, mantendo, porém, apertadas medidas de emergência.
- 12 de setembro - Tem lugar em Viena a reunião da OPEP com o intuito de resolver a crise do petróleo que dura desde o ano anterior, em consequência da Guerra do Yom Kippur.
- 27 de setembro - Na Etiópia, os militares depõem o imperador Haile Selassie.
- 28 de setembro - Tentativa de golpe de estado em Portugal que visa restaurar a Ditadura ou, no mínimo, dar força à direita. A esquerda aproveita para ocupar de forma decisiva os lugares chave do Estado.
- 30 de setembro - O general Costa Gomes assume a presidência da república, em Portugal, substituindo António de Spínola.

### Outubro
- 3 de outubro - Na Itália, demite-se o governo de Mariano Rumor.
- 15 de outubro - Portugal reconhece a incorporação dos territórios de Goa, Damão e Diu na União Indiana.
- 29 de outubro - Ao fim de quatro dias, termina em Rabat a conferência de chefes de Estado dos países árabes, em que se reconhece a Organização para a Libertação da Palestina como o único representante do povo palestino, com direito a estabelecer um poder nacional naquele território.

### Novembro
- 25 de novembro - Assinatura, em Argel, entre Portugal e o MLSTP, de um acordo para a independência de São Tomé e Príncipe.

### Datas desconhecidas
- Carlos Arias Navarro sucede a Luis Carrero Blanco no cargo de presidente do governo de Espanha.
- Donald Knuth publica Surreal Numbers: How Two Ex-Students Turned on to Pure Mathematics and Found Total Happiness.

## Nascimentos
- 20 de janeiro - Thomas Beatie, autor, ativista e orador público norte-americano.
- 30 de janeiro - Christian Bale, ator galês.
- 8 de fevereiro - Guy-Manuel de Homem-Christo, produtor musical francês.
- 17 de fevereiro - Jerry O'Connell, ator estadunidense.
- 1 de março - Mark-Paul Gosselaar, ator estadunidense.
- 5 de março - Eva Mendes, atriz norte-americana.
- 15 de março - Lílian Moisés, cantora brasileira de música cristã (m. 2010).
- 24 de março - Alyson Hannigan, atriz norte-americana.
- 6 de abril - Nívea Stelmann, atriz e apresentadora brasileira.
- 8 de abril - Marco Luque, humorista, apresentador e ator brasileiro.
- 9 de abril - Jenna Jameson, atriz de filmes pornográficos.
- 15 de abril - Gabriela Duarte, atriz brasileira.
- 28 de abril
  - Penélope Cruz, atriz espanhola.
  - Ricardo Araújo Pereira, comediante português.
- 2 de maio - Luciana Ávila, jornalista brasileira.
- 3 de maio - Fernando Alvim, apresentador e D. J. português.
- 9 de maio - Daniel Alvim, ator brasileiro.
- 16 de maio - Laura Pausini, cantora e compositora italiana.
- 18 de maio
  - Felipe Folgosi, ator brasileiro.
  - Edu Guedes, chefe de cozinha e apresentador brasileiro.
- 21 de maio - Fairuza Balk, atriz estadunidense.
- 21 de maio - Fernando Almeida, ator brasileiro (m. 2004).
- 23 de maio - Manuela Schwesig, política alemã.
- 7 de junho
  - Flávia Alessandra, atriz brasileira.
  - Bear Grylls, montanhista, escritor e apresentador de televisão britânico.
  - Giorgio Marengo, bispo italiano.
- 18 de junho
  - Wendel Bezerra, dublador e diretor de dublagem brasileira.
  - Lúcio Mauro Filho, ator brasileiro.
- 22 de junho - Joelma Mendes, cantora, compositora, estilista, empresária, coreógrafa e dançarina brasileira.
- 5 de julho - Kim Byung-chul, ator sul-coreano.
- 14 de julho - Jacinto Lucas Pires, escritor, argumentista, realizador e cantor português.
- 26 de julho - Guilhermina Guinle, atriz e empresária brasileira
- 28 de julho-Aléxis Tsípras, político grego.
- 30 de julho - Hilary Swank, atriz norte-americana.
- 31 de julho - Emilia Fox, atriz inglesa.
- 15 de agosto - Natasha Henstridge, atriz e modelo canadense.
- 20 de agosto - Amy Adams, atriz norte-americana.
- 20 de agosto - Misha Collins, ator norte-americano.
- 1 de setembro - Daniel Del Sarto, cantor e ator brasileiro.
- 5 de setembro - Romina Yan, atriz argentina (m. 2010).
- 4 de setembro - José Luís Peixoto, escritor e dramaturgo português.
- 17 de setembro - Austin Saint-John, ator norte-americano.
- 6 de outubro
  - Jeremy Sisto, ator norte-americano.
  - Val Marchiori, empresária brasileira.
  - Fernando Scherer, nadador brasileiro, medalhista olímpico.
- 15 de outubro
  - Bianca Rinaldi, atriz brasileira.
  - Alex Escobar, jornalista e locutor brasileiro.
- 17 de outubro - Bárbara Paz, atriz brasileira.
- 24 de outubro - Catherine Sutherland, atriz australiana.
- 28 de outubro - Joaquin Phoenix, ator norte-americano.
- 8 de novembro - Masashi Kishimoto, autor japonês.
- 11 de novembro - Leonardo DiCaprio, ator estadunidense.
- 15 de novembro - Chad Kroeger, músico canadense, atual vocalista do Nickelback.
- 18 de novembro - Chloë Sevigny, atriz norte-americana.
- 10 de dezembro - Evandro Santo, humorista brasileiro.
- 17 de dezembro - Sarah Catharine Paulson, atriz norte-americana.
- 21 de dezembro - Erika Ender, cantora e compositora panamenha.

## Mortes
- 14 de janeiro - Cassiano Ricardo Leite, jornalista, poeta e ensaísta brasileiro (n. 1895).
- 16 de janeiro - Luís Inácio de Anhaia Melo, arquiteto e político brasileiro (n. 1891).
- 5 de fevereiro - Mestre Bimba, criador da Capoeira Regional (n. 1900).
- 19 de fevereiro - Solano Trindade, poeta, folclorista, pintor, ator, teatrólogo e cineasta brasileiro (n. 1908).
- 8 de março - Martha Wentworth, atriz americana (n. 1889).
- 27 de março - Eduardo Santos Montejo, Presidente da República da Colômbia de 1938 a 1942 (n. 1888).
- 2 de abril - Georges Pompidou, foi primeiro-ministro da França de 1962 a 1968 e presidente da França de 1969 a 1974 (n. 1911).
- 15 de abril - Giovanni D'Anzi, músico e compositor italiano, autor da famosa Oh mia bela Madunina.
- 24 de abril - Franz Jonas, foi um político austríaco e presidente da Áustria de 1965 a 1974 (n. 1899).[1]
- 30 de abril - Agnes Moorehead, atriz estadunidense (n. 1906).
- 15 de maio - Guy Granville Simonds, oficial do Exército. Canadiano, comandou o 2º Corpo Canadiano durante a Segunda Guerra Mundial (n. 1903).
- 24 de maio - Duke Ellington, foi um compositor de jazz, pianista e líder de orquestra estadunidense (n. 1899).
- 4 de junho - Mamerto Urriolagoitia Harriague, presidente da Bolívia de 1949 a 1951 (n. 1895).
- 11 de junho - Eurico Gaspar Dutra, ex-presidente do Brasil (n. 1883).
- 1 de julho - Juan Domingo Perón, presidente da Argentina 1946 a 1955 e de 1973 a 1974 (n. 1895).
- 4 de julho - Amin al-Husayni, líder religioso muçulmano e líder nacionalista árabe-palestino (n. 1895).
- 15 de julho - Christine Chubbuck, jornalista (n. 1944).
- 14 de agosto - Antônio de Almeida Lustosa, bispo brasileiro (n. 1886).
- 4 de setembro - Marcel Achard, francês, n. 1899, foi um ator e comediógrafo.
- 5 de outubro - Zalman Shazar, presidente de Israel de 1963 a 1973 (n. 1889).
- 9 de outubro - Oskar Schindler, empresário alemão que salvou cerca de 1 200 trabalhadores judeus do Holocausto (n. 1908).
- 2 de dezembro - Max Weber, Conselheiro Federal suíço (n. 1897).

## Prémio Nobel
- Química - Paul J. Flory[2] (Estados Unidos).
- Paz - Seán MacBride (Irlanda) e Eisaku Sato (Japão).
- Economia - Gunnar Myrdal[3] (Suécia) e Friedrich August von Hayek[3] (Áustria).
- Física - Martin Ryle[4] e Antony Hewish[4] (ambos do Reino Unido).
- Literatura - Eyvind Johnson e Harry Martinson (ambos da Suécia).
- Medicina - Albert Claude,[5] Christian de Duve[5] (ambos da Bélgica) e George E. Palade[5] (da Roménia).

## Epacta e idade da Lua
| Epacta gregoriana | 9 (IX)  |
| Idade da Lua      | Letra k |

## Por tema
- 1974 na arte
- 1974 no Brasil
- 1974 na ciência
- 1974 no cinema
- Desastres em 1974
- 1974 no desporto
- 1974 na informática
- 1974 nos jogos eletrônicos
- 1974 no jornalismo
- 1974 na literatura
- 1974 na música
- 1974 na política
- 1974 em Portugal
- 1974 no teatro
- 1974 na televisão